# سيرة الحب (أغنية)
سيرة الحب هي أغنية مصرية من كلمات مرسي جميل وألحان بليغ حمدي وغناء أم كلثوم، تمَّ تقديمها لأوَّل مرة في 3 ديسمبر 1964 على مسرح قصر النيل، تعتبر التعاون الأوَّل بينهما بعد الأتفاق على ثلاث أغاني ( سيرة الحب، فات الميعاد، ألف ليلة وليلة.)

## قِصَّة الأُغنية
كانت أول أغنيات مرسي جميل عزيز مع كوكب الشرق، وكان عزيز متخوفًا من العمل مع أم كلثوم في البداية لكنه وافق بعد عدة جلسات مع أم كلثوم، أعطاها ثلاث مطالع لثلاثية «سيرة الحب، فات الميعاد وألف ليلة وليلة»، وتم الاستقرار على البداية بسيرة الحب، كان من المقرر تلحينها من الملحن محمد الموجي وبعد حدوث مشاكل لحنها بليغ حمدي.

## عن الأغنية
تعد من أهم الأغنيات العاطفية التي تغنت بها سيدة الغناء العربى، كما أن هناك مقاطع بعينها من الأغنية ما زال يرددها الجمهور إلى الآن، وعلّق عليها الشاعر صلاح جاهين في أحد أحاديثه وقال: «سيرة الحب هي الابنة المراهقة لأغنية أنت عمرى التي كتبها أحمد شفيق كامل، ولحنها محمد عبد الوهاب».

## الحفلات[5]
• قصر النيل - 3 ديسمبر 1964
• حديقة الأزبكية - 7 يناير 1965
• جامعة القاهرة - 25 يناير 1965
• حديقة الأزبكية - 4 فبراير 1965
• حديقة الأزبكية - 6 مايو 1965
• قصر النيل - 3 مايو 1965
• بيسان العالية - 8 أغسطس 1965
• حديقة الأزبكية - 3 فبراير 1966
• مسرح بعلبك - 17 يوليو 1966

## كلمات الأُغنية
طول عمري بخاف من الحب وسيرة الحب
وظلم الحب لكل اصحابه
طول عمري بخاف من الحب وسيرة الحب
وظلم الحب لكل اصحابه
طول عمري بخاف من الحب وسيرة الحب
وظلم الحب لكل اصحابه
وأعرف حكايات مليانة آهات
وأعرف حكايات مليانة آهات ودموع وأنين
والعاشقين ذابوا ما تابوا، ذابوا ما تابوا
طول عمري بقول
لا أنا قد الشوق وليالي الشوق
لا أنا قد الشوق وليالي الشوق
ولا قلبي قد عذابه، عذابه
طول عمري بقول
لا أنا قد الشوق وليالي الشوق
لا أنا قد الشوق وليالي الشوق
ولا قلبي قد عذابه، عذابه
وقابلتك إنت لقيتك بتغير كل حياتي
ما عرفش إزاي حبيتك
ما عرفش إزاي يا حياتي
وقابلتك إنت لقيتك بتغير كل حياتي
ما عرفش إزاي حبيتك
ما عرفش إزاي يا حياتي
من همسة حب لقيتني بحب
لقيتني بحب وأذوب في الحب
من همسة حب لقيتني بحب
لقيتني بحب وأذوب في الحب
وأذوب في الحب وصبح وليل، وليل على بابه
فات من عمري سنين وسنين
شفت كثير، كثير وقليل عاشقين
فات من عمري سنين وسنين
شفت كثير، كثير وقليل عاشقين
فات من عمري سنين وسنين
شفت كثير، كثير وقليل عاشقين
فات من عمري سنين وسنين
شفت كثير وقليل عاشقين
اللي بيشكي حاله لحاله
واللي بيبكي على مواله
اللي بيشكي حاله لحاله
واللي بيبكي على مواله
أهل الحب صحيح مساكين، صحيح مساكين
أهل الحب صحيح مساكين، صحيح مساكين
ياما الحب نده على قلبي ما ردش قلبي جواب
ياما الحب نده على قلبي ما ردش قلبي جواب
ياما الحب نده على قلبي ما ردش قلبي جواب
ياما الشوق حاول يحايلني واقول له روح يا عذاب
ياما الحب نده على قلبي ما ردش قلبي جواب
ياما الحب نده على قلبي ما ردش قلبي جواب
ياما الشوق حاول يحايلني واقول له روح يا عذاب
ياما عيون شاغلوني لكن ولا شغلوني
ياما عيون شاغلوني لكن ولا شغلوني
ياما عيون شاغلوني، شاغلوني لكن ولا شغلوني
إلا عُيونك إنت دول بس اللي خذوني، خذوني
وبحُبك أمروني
إلا عُيونك إنت دول بس اللي خذوني، خذوني
وبحُبك أمروني
أمروني أحب لقيتني بحب
لقيتني بحب وأذوب في الحب
أمروني أحب لقيتني بحب
لقيتني بحب وأذوب في الحب
وأذوب في الحب وصبح وليل، وليل على بابه
فات من عمري سنين وسنين
شفت كثير، كثير وقليل عاشقين
فات من عمري سنين وسنين
شفت كثير، كثير وقليل عاشقين
فات من عمري سنين وسنين
شفت كثير، كثير وقليل عاشقين
اللي بيشكي حاله لحاله
واللي بيبكي على مواله
اللي بيشكي حاله لحاله
واللي بيبكي على مواله
أهل الحب صحيح مساكين، صحيح مساكين
أهل الحب صحيح مساكين، صحيح مساكين
ياما الحب نده على قلبي ما ردش قلبي جواب
ياما الحب نده على قلبي ما ردش قلبي جواب
ياما الشوق حاول يحايلني واقول له روح يا عذاب
ياما عيون شاغلوني لكن ولا شغلوني
ياما عيون شاغلوني، شاغلوني لكن ولا شغلوني
إلا عُيونك إنت دول بس اللي خذوني، خذوني
وبحُبك أمروني
إلا عُيونك إنت دول بس اللي خذوني، خذوني
وبحُبك أمروني
أمروني أحب لقيتني بحب
لقيتني بحب وأذوب في الحب
أمروني أحب لقيتني بحب
لقيتني بحب وأذوب في الحب
وأذوب في الحب وصبح وليل، وليل على بابه
يا اللي ظلمتوا الحب وقلتوا وعدتوا عليه
قلتوا عليه مش عارف إيه
يا اللي ظلمتوا الحب وقلتوا وعدتوا عليه
قلتوا عليه مش عارف إيه
يا اللي ظلمتوا الحب وقلتوا وعدتوا عليه
قلتوا عليه مش عارف إيه
يا اللي ظلمتوا الحب وقلتوا وعدتوا عليه
قلتوا عليه مش عارف إيه
العيب فيكم يا في حبايبكم
العيب فيكم يا في حبايبكم
أما الحب، أما الحب يا روحي عليه، يا روحي عليه
في الدنيا ما فيش أبدا، أبدا أحلى من الحب
نتعب، نغلب، نشتكي منه لكن بنحب
في الدنيا ما فيش أبدا، أبدا أحلى من الحب
نتعب آه نغلب آه نشتكي منه لكن بنحب
في الدنيا ما فيش أبدا، أبدا أحلى من الحب
نتعب، نغلب، نشتكي منه لكن بنحب
يا سلام ع القلب وتنهيده في وصال وفراق
يا سلام ع القلب وتنهيده في وصال وفراق
وشموع الشوق لما يقيدوا ليل المشتاق
يا سلام ع الدنيا وحلاوتها في عين العشاق
يا سلام، يا سلام على حلوتها يا سلام، يا سلام
يا سلام ع الدنيا وحلاوتها في عين العشاق
يا سلام، يا سلام على حلوتها يا سلام، يا سلام
يا سلام ع الدنيا وحلاوتها في عين العشاق
يا سلام، يا سلام على حلوتها يا سلام، يا سلام
وأنا خذني الحب لقيتني بحب
لقيتني بحب وأذوب في الحب
وأنا خذني الحب لقيتني بحب
لقيتني بحب وأذوب في الحب
وأذوب في الحب وصبح وليل، وليل على بابه
يا اللي ظلمتوا الحب وقلتوا وعدتوا عليه
قلتوا عليه مش عارف إيه
يا اللي ظلمتوا الحب وقلتوا وعدتوا عليه
قلتوا عليه مش عارف إيه
العيب فيكم يا في حبايبكم
العيب فيكم يا في حبايبكم
أما الحب، أما الحب يا روحي عليه، يا روحي عليه
في الدنيا ما فيش أبدا، أبدا أحلى من الحب
نتعب، نغلب، نشتكي منه لكن بنحب
في الدنيا ما فيش أبدا، أبدا أحلى من الحب
نتعب آه نغلب آه نشتكي منه لكن بنحب
في الدنيا ما فيش أبدا، أبدا أحلى من الحب
نتعب، نغلب، نشتكي منه لكن بنحب
يا سلام ع القلب وتنهيده في وصال وفراق
وشموع الشوق لما يقيدوا ليل المشتاق
يا سلام ع القلب وتنهيده في وصال وفراق
وشموع الشوق لما يقيدوا ليل المشتاق
يا سلام ع الدنيا وحلاوتها في عين العشاق
يا سلام، يا سلام على حلوتها يا سلام، يا سلام
يا سلام ع الدنيا وحلاوتها في عين العشاق
يا سلام، يا سلام على حلوتها يا سلام، يا سلام، يا سلام، يا سلام
يا سلام، يا سلام على حلوتها يا سلام، يا سلام، يا سلام، يا سلام
يا سلام، يا سلام على حلوتها يا سلام، يا سلام
وأنا خذني الحب لقيتني بحب
لقيتني بحب وأذوب في الحب
وأنا خذني الحب لقيتني بحب
لقيتني بحب وأذوب في الحب
وأذوب في الحب وصبح وليل، وليل على بابه
يا اللي مليت من الحب حياتي أهدي حياتي إليك
يا اللي مليت من الحب حياتي أهدي حياتي إليك
يا اللي مليت من الحب حياتي أهدي حياتي إليك
روحي، قلبي، عقلي، حبي كلي مِلك إيديك
يا اللي مليت من الحب حياتي أهدي حياتي إليك
يا اللي مليت من الحب حياتي أهدي حياتي إليك
روحي، قلبي، عقلي، حبي كلي مِلك إيديك
يا اللي مليت من الحب حياتي أهدي حياتي إليك
يا اللي مليت من الحب حياتي أهدي حياتي إليك
روحي، قلبي، عقلي، حبي كلي مِلك إيديك
صوتك، نظراتك، همساتك شيء مش معقول
شيء، شيء خلّى الدنيا
زهور على طول وشموع على طول
زهور على طول وشموع على طول
زهور على طول وشموع على طول
الله يا حبيبي على حبك وهنايا معاك
الله يا حبيبي، يا حبيبي الله، الله
الله يا حبيبي على حبك وهنايا معاك
الله يا حبيبي، يا حبيبي الله، الله
ولا دمعة عين جرحت قلبي ولا قولة آه، آه، آه
ما بقول شي في حبك غير الله، الله، الله
الله يا حبيبي على حبك الله، الله
ما بقول شي في حبك غير الله، الله، الله
الله يا حبيبي على حبك الله، الله
ما بقول شي في حبك غير الله، الله، الله
الله يا حبيبي على حبك الله، الله
من كثر الحب لقيتني بحب
لقيتني بحب وأذوب في الحب
من كثر الحب لقيتني بحب
لقيتني بحب وأذوب في الحب
وأذوب في الحب وصبح وليل، وليل على بابه

## وصلات خارجية
أغنية سيرة الحب بصوت أم كلثوم